# Doppelgänger

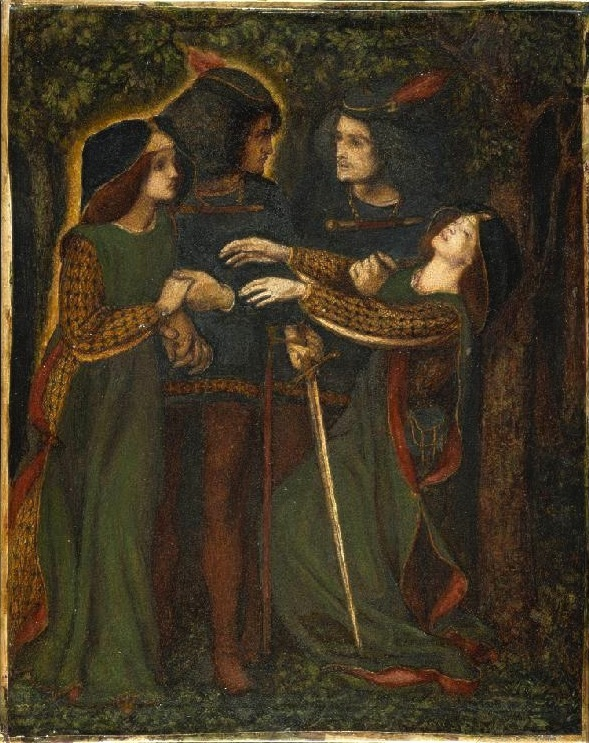
Dante Gabriel Rossetti,
How They Met Themselves, 1864.
The Fitzwilliam Museum.

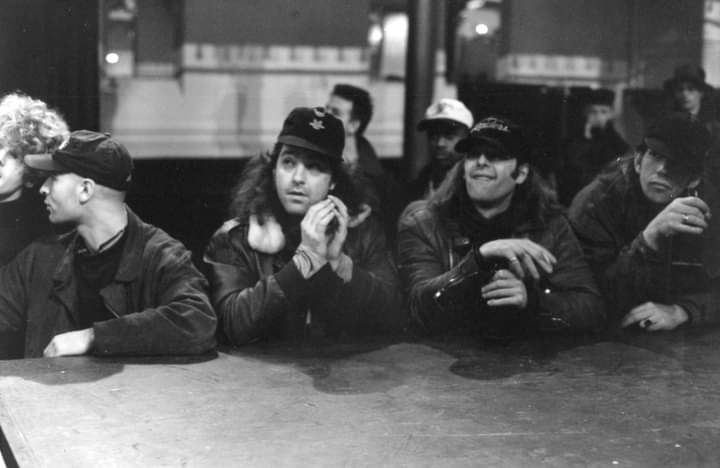
Doppelgängers en Paradiso (1994)

Prof. Johann Barbieri, él mismo. Los hermanos hostiles (retrato)

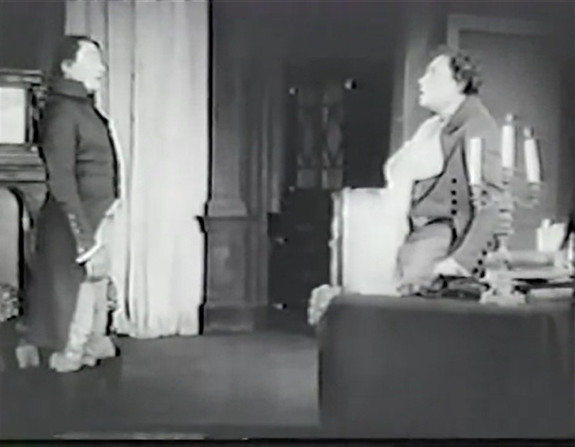
Doppelgänger

Doppelgänger ([ˈdɔpəlˌɡɛŋɐ]ⓘ) es el vocablo alemán para definir el doble fantasmagórico o sosias malvado de una persona viva. La palabra proviene de doppel, que significa 'doble' y gänger: 'andante'. Su forma más antigua, acuñada por el novelista Jean Paul en 1796, es Doppeltgänger, 'el que camina al lado'. El término se utiliza para designar a cualquier doble de una persona, comúnmente en referencia al «gemelo malvado» o al fenómeno de la bilocación. 
Los Doppelgänger aparecen en varias obras literarias de ciencia ficción y literatura fantástica, en las cuales son un tipo de metamorfo que imita a una persona o especie en particular.
Aunque en su origen alemán se escribe con mayúscula inicial y con el umlaut en la "a", en textos en español se escribe en minúscula y puede encontrarse con o sin umlaut (doppelgänger o doppelganger), utilizándose el umlaut más generalmente.

## Descripción

### En la mitología y el folclore
En las leyendas nórdicas y germánicas, ver el propio Doppelgänger es un augurio de muerte. Un Doppelgänger visto por amigos o parientes de una persona puede a veces traer mala suerte, ser un mal augurio o una indicación de una enfermedad o un problema de salud inminentes. Regis Boyer, en el prólogo a la obra de Lecouteux, afirma que el dramaturgo sueco Strindberg escribió: «El que ve a su doble es que va a morir»,  pero no realiza ninguna cita, posiblemente sea una cita apócrifa.
Mario Praz conecta con la figura del doble otras populares en el folclore, como el hombre lobo o la muchacha hermosa que oculta en su interior una serpiente o demonio (lamia). Claude Lecouteux explora estas y otras conexiones (hadas, brujas, hombres lobo) en su libro sobre la figura del doble en la Edad Media.

### En la literatura

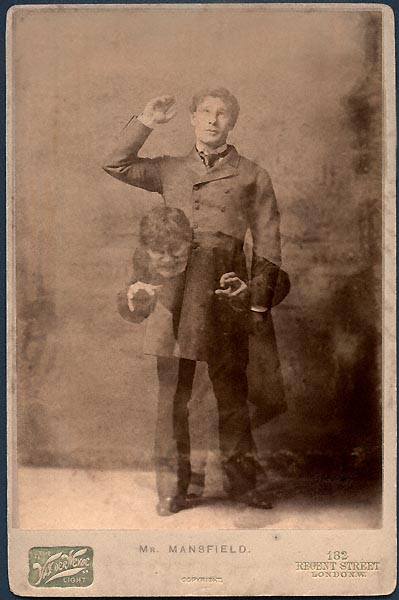
Representación del Doppelgänger en El extraño caso del Dr. Jekyll y Mr. Hyde

En la literatura anterior al Romanticismo el tema del doble aparece prefigurado en el tema del sosias o de los gemelos, utilizado para lograr un efecto cómico en obras como las comedias sobre Anfitrión de Plauto o Molière, o La comedia de las equivocaciones de Shakespeare. También aparece en la mitología: Zeus toma la apariencia de Anfitrión para unirse a Alcmena, y otro tanto hace Uther Pendragon, convirtiéndose en un doble del marido de Igraine para yacer con esta. 
El romanticismo se interesa por el fenómeno del doble como materialización del lado oscuro y misterioso del ser humano (lo que Jung llamará «la sombra»). Mario Praz sugiere que cuando el público llama Frankenstein a la criatura del doctor Frankenstein no está tan equivocado como parece, pues el monstruo es de algún modo un desdoblamiento de su creador. En Los elixires del diablo, de E. T. A. Hoffmann, Medardo, el protagonista, sufre la persecución de un Doble que en ocasiones es corpóreo, pero otras veces parece una parte escindida de la psique del propio Medardo. Es probable que en su estudio de la literatura psiquiátrica de la época (o en sus visitas a manicomios) Hoffmann topara con casos que hoy se catalogarían como esquizofrenia. Su propio estado mental llegó a ser muy confuso durante la redacción de la primera parte de la obra, que tuvo para él un efecto terapéutico.
Robert Louis Stevenson toma de Hoffmann el tema de un bebedizo o pócima (los elixires del diablo en la obra del alemán) que convierte a quien la toma en una versión maligna de sí mismo en El Dr. Jekyll y Mr. Hyde.
Fiodor Dostoievski, por su parte, aborda en su obra El doble el desdoblamiento de la personalidad desde un punto de vista que ya podemos definir como psicológico, adentrándose en las oscuridades del pensamiento humano.
Hans Christian Andersen propone una versión alegórica del Doble en su relato La sombra: un sabio delega en su sombra ciertas responsabilidades, cada vez mayores; finalmente, se truecan las tornas y la sombra usurpa la personalidad de su antiguo amo.
El relato de Poe «William Wilson» tiene la originalidad de que en él el Doble no encarna las tendencias malignas del protagonista, sino la voz de su conciencia.
En Rayuela, novela del escritor argentino Julio Cortázar, el protagonista llama irónicamente a un personaje su Doppelgänger debido a una curiosa simetría que se establece entre ellos en varios aspectos de su vida.
El primer capítulo de la novela Cicatrices, del escritor argentino Juan José Saer, se cierra cuando uno de los protagonistas se cruza (mientras anda por la calle) con un desconocido que es prácticamente idéntico a él y comienza a perseguirlo.
En la novela El hombre duplicado de José Saramago, el protagonista Tertuliano Máximo Alfonso descubre a los 38 años que en su ciudad vive un individuo exactamente igual a él al que no le une ningún vínculo de sangre.
En el relato El vizconde demediado, de Italo Calvino, el protagonista se divide en dos debido a una bala de cañón; ambas partes sobreviven de forma independiente y solo al final tras una lucha entre ambas consiguen unirlas y coserlas para formar el hombre completo.
En el cuento Doblaje de Julio Ramón Ribeyro, el protagonista se obsesiona por la idea de conocer a su doble, el ser que es igual a uno y que se encuentra en las antípodas.
También se observa el tema del doble en la literatura infantil y juvenil contemporánea. Un ejemplo de ello es el cuento El hada que quería ser niña (Tres cuentos de hadas, Siruela, 2003) del escritor español Gustavo Martín Garzo.
Fuera de la literatura occidental, podemos destacar al escritor Ryūnosuke Akutagawa, con su relato Las dos cartas, en el que el protagonista manda a la policía una carta contando su extraño encuentro con su Doppelgänger y el de su mujer.

### En mercadotecnia
En mercadotecnia, una imagen de marca Doppelgänger es la variedad de imágenes y significados despectivos o de rechazo acerca de la marca que circulan en la cultura popular. La imagen de marca Doppelgänger puede socavar la autenticidad percibida sobre la historia emocional de la marca y, por lo tanto, el valor de identidad que la marca ofrece a los consumidores. Con demasiada frecuencia, la formación y propagación de una imagen de marca Doppelgänger se fomenta mediante principios de branding emocional. La imagen de marca Doppelgänger puede incluso beneficiar a una marca al proporcionar señales de alerta precoces de que la historia emocional de la marca está comenzando a perder su resonancia cultural. Estas imágenes de marca Doppelgänger, por lo general, se centran en marcas conocidas que se consideran carentes de autenticidad y que tratan de crear un atractivo falso o engañoso a través de sus actividades publicitarias.

### En videojuegos
En la saga de Castlevania, Doppelgänger es una criatura que toma la forma de otro ser, por lo general sus víctimas. Se dice que si alguien alguna vez se encuentra con su Doppelgänger, su intención será la de asesinar a él o ella para que pueda arrebatarle su papel en la vida.
En Tomb Raider: Underworld el Doppelgänger de Lara es idéntica a ella aunque su cabello es rojo y sus ojos parecen destellar en un amarillo espectral, aunque parece seguir las órdenes su creadora, Jacqueline Natla. Tiene una identidad más definida copiando las habilidades de la misma Lara que de por sí son extraordinarias. Además mencionar que en el Tomb Raider original existe uno con la similitud física de Lara, con la diferencia de que esta versión no tiene piel y se puede observar la composición muscular de "Doppel-Lara".

### Cine, series y animación
Netflix en su serie de "Curon", trata el tema de los Doppelgänger. En un pueblo llamado Curon, una iglesia hundida bajo un lago, en la cual solamente sobresale el campanario, aparecen Doppelgänger para acabar con ciertas personas. En momentos de conflicto interno, donde las personas no son capaces de gestionar sus propias vidas y se ven sobrepasadas por las situaciones que viven, el lago genera un Doppelgänger, dispuesto a acabar con sus vidas y reemplazarles con el objetivo de ser una versión más fuerte de ellos mismos.
En la película Nosotros (Us, en su versión original) Adelaide Wilson es una mujer que vuelve al hogar de su infancia en la costa junto a su marido, Gabe, y sus dos hijos, para una idílica escapada veraniega. Después de un tenso día en la playa con sus amigos, Adelaide y su familia vuelven a la casa donde están pasando las vacaciones. Cuando cae la noche, los Wilson descubren la silueta de cuatro figuras cogidas de la mano y en pie delante de la vivienda. "Nosotros" enfrenta a una entrañable familia estadounidense a un enemigo tan insólito como aterrador, sus Doppelgänger.
En la serie Grimm, que hace referencia a personajes y criaturas de cuentos de los Hermanos Grimm, también se menciona al Doppelgänger en algún episodio.
Ocurre lo mismo en la serie de Sobrenatural (Supernatural en su versión original).
En la serie de animación Tiny Toons Looniversity existe un conejo azul parecido a Buster Bunny quien resulta ser un clon, quien al no desactivarlo cuando pasaron las 24 hrs se vuelve malvado que solo aparece en el episodio "Lágrimas de un Clon", al final es enviado al pasado por la máquina del tiempo.
En la serie de Chowder existe un gato/oso/conejo con una versión parecida a Chowder llamado Porridge quien es agente de la policía de la Ciudad Mazapán que aparece en el capítulo "Mi fea y Apestosa Boda"
El príncipe y el mendigo existe un príncipe con una versión parecida a Mickey Mouse, más tarde se encuentra con su doble quien resulta ser Mickey Mouse (El mendigo), intercambian sus lugares y al final de la película el príncipe se convierte oficialmente en rey.
En la película Dragon Ball Z: Chikyū Marugoto Chōkessen, existe un saiyajin de maldad pura con una versión parecida a Gokú llamado Turles, quien planta un árbol llamado El Árbol del Poder, lo cual que al comer el fruto lo hizo más fuerte y poderoso, más tarde Gokú pelea contra su doble en una batalla cerrada entre gemelos saiyajin. Pero al final es destruido junto con su árbol por la Genkidama de Gokú
En la serie Ranma 1/2 el protagonista debe enfrentar a su sombra, que ha adquirido muchos de sus rasgos de personalidad, pero tiene voluntad propia. En otro capítulo un demonio se corporaliza en su forma de mujer y comienza a someter a la forma de hombre de Ranma, con quien además establece una cuasi relación física.
En la serie Dragon Ball el personaje Kamisama y Piccolo son el desdoblamiento bueno-malo, que alguna vez fueron uno solo y más adelante vuelven a unirse.

## Ejemplo de la vida real
Aunque no existe un doble«perfecto», ya que los parámetros de los rostros de las personas difieren hasta el más mínimo detalle, hay muchos sitios en Internet con la ayuda de los cuales la gente puede encontrar a su «gemelo». Normalmente, estas plataformas utilizan la inteligencia artificial y el aprendizaje automático que destacan los rostros similares en las fotos subidas por los usuarios. Con esta tecnología, dos o más personas pueden resultar ser dobles.

## Aplicaciones científicas
Diferentes investigaciones han descubierto que las personas que son "verdaderas" parecidas tienen más genes similares que las personas que no se parecen entre sí. Comparten genes que afectan no solo a la cara, sino también a algunos fenotipos del físico y el comportamiento, lo que también indica que (sus) diferencias en el epigenoma y el microbioma contribuyen solo modestamente a la variabilidad humana en la apariencia facial.
Heautoscopia es un término utilizado en psiquiatría y neurología para referirse a la alucinación de "ver el propio cuerpo a distancia". Puede darse como síntoma en la esquizofrenia y la epilepsia, y se considera una posible explicación de los fenómenos de doppelgänger.
Los criminólogos encuentran una aplicación práctica en los conceptos de familiaridad y similitud facial debido a los casos de condenas erróneas basadas en el testimonio de testigos oculares. En un caso, una persona pasó 17 años entre rejas negando insistentemente cualquier implicación en el delito del que se le acusaba. Finalmente, fue puesto en libertad después de que se encontrara a alguien que compartía un parecido asombroso y el mismo nombre de pila.
En 1914, [[Otto Rank]] comenzó a estudiar el concepto del doppelgänger y su potencial en el psicoanálisis. Más tarde, en 1919, Sigmund Freud ampliaría el valor psicoanalítico de los doppelgängers en su obra The Uncanny. Freud explica que el doppelgänger, o "el doble", es una idea arraigada en el narcisismo infantil y se encuentra en los espejos, los espíritus guardianes, las almas y los pensamientos de terror asociados a la muerte. El doble comienza como un símbolo reconfortante de inmortalidad, pero pronto termina como portador de muerte. El doppelgänger es también una manifestación de pensamientos reprimidos relacionados con el concepto psicoanalítico de negación. La negación que implica la aparición del doppelgänger se utiliza como herramienta para trazar el mapa del yo de un individuo.

## En no ficción
La idea de tener un doppelganger es el tema central de las memorias y el análisis político de Naomi Klein de 2023 en su Doppelganger: A Trip into the Mirror World. Allí, Klein examina el clima actual de polarización política y pensamiento conspirativo contrastando la visión del mundo de Klein con la de Naomi Wolf, con la que a menudo se confunde a Klein.

## En marketing digital
La imagen de marca Doppelgänger o Doppelgänger brand image (D.B.I.) se define como la representación negativa de una marca comercial en forma de texto crítico y/o imágenes caricaturescas. Esta imagen es creada y difunddida por los internautas a través de las redes sociales y representa una crítica pública a la autenticidad y genuinidad del mensaje promocional que respalda un producto.

## Operación Doppelgänger
Tras la invasión rusa a Ucrania, Rusia lanzó la operación Doppelgänger, una campaña de desinformación. Se trata de crear dobles falsos de medios de comunicación occidentales para difundir las narrativas del Kremlin. La idea es crear dobles casi idénticos, que difundan información malintencionada que remita directamente al término original, para socavar el apoyo a Ucrania en la invasión rusa. Esta campaña no solo está dirigida a Ucrania, sino también a Alemania, Francia, Estados Unidos y otroa países.